# Folkeforbundet
Folkeforbundet, eller Folkenes Forbund (engelsk: League of Nations), var en international organisation, som blev grundlagt 25. januar 1919 som en del af Versailles-traktaten, der afsluttede 1. verdenskrig. Det var inspireret af Woodrow Wilsons fredsplan. Hensigten var at sikre fred og fremme internationalt samarbejde, arbejde for nedrustning, at hjælpe flygtninge samt andet humanitært arbejde.
26 stater var medlemmer i forbundet fra begyndelsen; i løbet af tyverne var 55 stater med. Det højeste antal var 58 i 1934. USA kom aldrig med.
Den første generalforsamling blev afholdt i Genève 15. november 1920. Her lå Forbundets hovedsæde. Forbundet opløstes formelt 18. april 1946 og overførte sine målsætninger til de Forenede Nationer.
Da det hverken lykkedes Forbundet at forhindre den Spanske borgerkrig eller 2. verdenskrig, var det nærmest gået i opløsning før verdenskrigen. Men det havde succes med
- mæglingen i den svensk-finske strid om Ålandsøerne
- at standse krigen mellem Grækenland og Bulgarien i 1925
- introduktionen af Nansen-passet til statsløse flygtninge.
- at få Italien til at opgive sin besættelse af den græske ø Korfu i 1923.[2]
- At få gennemført Geneva-protokollen angående at forbyde giftgasser i krig.[3]

## Baggrund
Folkeforbundet, som i samtiden også blev kaldt for Nationernes Forbund, blev oprettet i 1920 af USAs præsident Woodrow Wilson efter forudgående beslutning i 1919.
Tanken om et internationalt politisk organ for bevarelse af freden havde imidlertid eksisteret længe. Léon Bourgeois beskrev 1910 i La Société des nations et sådant, og er af nogle anset for at være Folkeforbundets åndelige fader. Det var imidlertid erfaringerne fra 1. verdenskrig som for alvor gav ideen sin fremgang. I en tale i den amerikanske forening League to enforce peace fremsatte Wilson en udtalelse direkte til støtte for en sådan organisation. Større spredning fik hans tale i det amerikanske senat den 22. januar 1917 og i den tale til kongressen den 8. januar 1918, hvori han fremlagde sine "14 punkter". Også i Wilsons tale på USA's nationaldag den 4. juli 1918 indgik spørgsmålet om oprettelsen af en international fredsorganisation.
Også fra andre sider var lignende tanker blevet offentliggjort. Den tyske rigskansler Theobald von Bethmann Hollweg havde allerede i november 1916 udtalt, at Tyskland var villig til at deltage ved dannelsen af et folkeforbund. I Frankrig fremlagde en regeringskommission et forslag herom i juni 1918, og i Storbritannien havde en regeringskommission ledet af Walter Phillimore i marts 1918 fremlagt et forslag, som også var blevet overdraget Wilson, som havde diskuteret det med sin ven Edward Mandell House, som fik til opgave at udarbejde et nyt forslag, som fremlagdes den 16. juli 1918, og som adskilte sig fra det britiske forslag ved at foreslå oprettelsen af en international domstol som en vigtig bestandsdel.
Wilson lagde Houses forslag til grund for et eget udkast til et eget forslag om oprettelsen af et folkeforbund, som han bragte med sig, da han i december 1918 rejste til fredskongressen i Paris. Her fik han også synspunkter fra Jan Smuts vedrørende spørgsmålet om etniske minoriteter og vigtigheden af beskyttelse også for sådanne indenfor rammen for folkeforbundet. På grundlag af de nye synpunkter blev udarbejdet et andet udvidet udkast, som den 10. januar 1919 forelagdes britiske og amerikanske sagkyndige. Wilsons egen udenrigsminister Robert Lansing var skeptisk over for Wilsons planer, men en anden af USA's delegerede, Tasker Howard Bliss, deltog med kommentarer og bemærkninger, som antages at have haft indflydelse på Wilsons tredje udkast.
Den britiske delegation havde et eget i visse henseender afvigende forslag, hvilket førte til, at der blev indledt forhandlinger mellem den britiske repræsentant Robert Cecil og amerikaneren David Hunter Miller for at finde et kompromis. Sammen med den britiske kronjurist Cecil Hurst blev derefter den 1.-2. februar 1919 udarbejdet det såkaldte Hurst-Miller-udkast. Dette udkast blev efterfølgende lagt til grund for en folkeforbundskommission, som blev oprettet af fredskongressen den 25. januar og under Wilsons ledelse sammentrådte 3-13. februar 1919. Repræsenteret i kommissionen var USA, Storbritannien, Frankrig, Italien og Japan, Belgien, Brasilien, Kina, Portugal og Serbien. Den 6. februar kom Grækenland, Polen, Rumænien og Tjekkoslovakiet med.

## Oprettelsen
Det endelige udkast blev af kommissionen i enighed fremlagt den 14. februar 1919. Det var fortrinsvis Storbritannien og USA som stod bag forslaget, selv om en del franske og italienske redigeringsforslag var blevet imødekommet. Folkeforbundskommissionen underkastede fra den 22. marts til den 11. april 1919 forslaget en del revideringer, overvejende af formel art. Under indtryk af stemningen i USA blev Wilson tvunget til at tage visse forbehold for USA's vedkommende, især vedrørende Monroedoktrinen. Det reviderede kommissionsforslaget blev enstemmigt vedtaget af fredskonferencen den 28. april 1919. Dets endelige vedtagelse skete dog først den 28. juni 1919, da det med nogle mindre ændringer blev underskrevet i Versaillestraktaten. Da denne trådte i kraft den 10. januar 1920, kan også Folkeforbundet siget at have påbegyndt sin eksistens fra denne dato. Akten om Folkeforbundets oprettelse indgik også i fredstraktaterne med Østrig i Saint Germain den 10. september 1919, med Bulgarien i Neuilly den 27. oktober 1919 og med Ungarn i Trianon den 4. juni 1920.

## Folkeforbundets medlemmer
Som oprindelige medlemmer blev optaget de stater, som havde undertegnet fredstraktaten i Versailles, nemlig Australien, Belgien, Bolivia, Brasilien, Frankrig, Grækenland, Guatemala, Haiti, Honduras, Italien, Japan, Jugoslavien, Canada, Kina, Cuba, Liberia, Nicaragua, New Zealand, Panama, Peru, Polen, Portugal, Rumænien, Siam (Thailand), Storbritannien, Sydafrika og Tjekkoslovakiet. Tretten stater, der havde været neutrale under verdenskrigen, blev tilbudt medlemskab under den forudsætning, at de inden den 10. marts 1920 havde ansøgt om medlemskab, hvilket Sverige gjorde den 9. marts. Af andre indbudte stater, som også blev medlemmer, var Argentina, Chile, Colombia, Danmark, El Salvador, Nederlandene (Holland), Norge, Paraguay, Persien (Iran), Schweiz, Spanien og Venezuela. USA, Ecuador og Hedjas, som ikke ratificerede Versaillestraktaten, blev ikke medlemmer.
Argentina tilkendegav dog allerede i december 1920, at det overvejede at forlade Folkeforbundet i protest mod, at dets forslag om at lade alle stater få ret til at søge om medlemskab, blandt andet Tyskland, ikke var blevet imødekommet.
I 1920 blev Albanien, Bulgarien, Finland, Luxemburg og Østrig medlemmer. Estland, Letland og Litauen blev medlemmer i 1921 Ungarn i 1922, Abessinien og Irland i 1923, Den Dominikanske Republik i 1924, Tyskland i 1926, Mexico i 1931, Irak og Tyrkiet 1932.
Costa Rica blev medlem i 1920 men udtrådte i 1927. Brasilien udtrådte 1928 efter at have anmeldt sin udtræden i 1926 i protest mod, at det ikke havde fået en permanent plads i rådet.
Japan var medstifter af Folkeforbundet i 1919, men udtrådte i 1933. Tyskland, der indtrådte i 1926, forlod Folkeforbundet i 1933.
Danmark var et af de oprindelige medlemmer af Folkeforbundet, men forlod Folkeforbundet i juli 1940 efter den tyske besættelse.

## Pagten
Pagten for Folkeforbundet (fransk: pacte, engelsk: covenant), der udgjorde de første 26 artikler i Versaillestraktaten og flere af de andre efter 1. verdenskrig afsluttede fredstraktater, trådte i kraft den 10. januar 1920.
Pagtens artikel 1 indeholdt regler om optagelse i forbundet. Heri bestemtes, at medlem kunne blive enhver stat, dominion eller koloni med selvstyre, såfremt den kunne opnå ⅔ af forbundsforsamlingens medlemmers tilslutning. Blandt de lande, som blev optaget efter disse retningslinjer, var Østrig, Ungarn og Bulgarien.
Artikel 2—7 omhandlede forbundets tre hovedorganer: delegeretforsamlingen, rådet og det faste sekretariat. Artikel 5 fastslog, at forsamlingen og rådet kun kunne træffe afgørelser i enighed (med visse undtagelser).

### Rustningsbegrænsninger
Artikel 8—17 gav bestemmelser om rustningernes begrænsning, om fredelig bilæggelse af mellemfolkelige stridigheder og om midler til at håndhæve forbundsforpligtelserne. Ved artikel 8 anerkendte forbundets medlemmer, at fredens opretholdelse krævede en indskrænkning af de nationale rustninger til den laveste grænse, som var forenelig med den nationale sikkerhed og med håndhævelsen ved fælles virksomhed af mellemfolkelige forpligtelser. Ved denne bestemmelse tilsigtedes det at modarbejde rustningerne, men ikke at foreskrive Forbundsmedlemmerne et vist mindstemål, hvorunder rustningerne ikke måtte indskrænkes. Pagten forudsatte dog, at de enkelte stater havde en vis militærstyrke.

### Forbundslandenes integritet
Artikel 10 anerkendte forbundsmedlemmernes territoriale integritet og bestående politiske uafhængighed, som forbundet forpligtede sig til at beskytte mod angreb udefra. Denne bestemmelse kunne derimod ikke påberåbes som anledning til indblanding i en stats indre anliggender. Artikel 11 bestemte, at man til behandling kunne optage "ethvert spørgsmål, som falder indenfor forbundets virksomhedsområde eller som berører verdensfreden." Af andre bestemmelser, der tilsigtede at værne om de enkelte staters selvstændigbed, kan nævnes artikel 1, 2. stk. om medlemmernes udtræden af forbundet, artikel 5, 7. stk., hvorefter der krævedes enstemmighed til delegeretforsamlingens og rådets beslutninger, med mindre der udtrykkeligt var fastsat noget andet, artikel 15, 8. stk., hvorefter rådet ikke var berettiget til at angive en løsning af et spørgsmål, der efter folkeretten udelukkende hørte under vedkommende stats egen myndighed, artikel 16, der gjorde det muligt at udelukket et medlem ved overtrædelse af traktaten og artikel 26, 2. stk., hvorefter det stod ethvert medlem frit ikke at godkende forandringer, der vedtoges i pagten, idet vedkommende stat i så fald ville ophøre med at være medlem af forbundet. Ifølge artikel 18 skulle alle traktater og mellemfolkelige aftaler, der fremtidig blev indgået mellem forbundets medlemmer, registreres i sekretariatet for at være bindende og der efter offentliggøres. Artikel 20 ophævede tidligere indgåede mellemfolkelige forpligtelser eller forståelser, der var uforenelige med pagten, dog ansås voldgiftstraktater eller lokalt begrænsede forståelser til fredens sikring så som Monroedoktrinen ifølge artikel 21 ikke for uforenelige med pagten. Artikel 22—25 henlagde en række vigtige administrative og socialpolitiske opgaver til forbundet, og endelig gav artikel 26 regler om fremgangsmåden ved ændring af pagten.

## Institutioner
Folkeforbundet bestod af tre institutioner: forsamlingen, rådet og generalsekretariatet.
Af Folkeforbundets hovedorganer skulle forbunds- eller delegeretforsamlingen som hovedregel samles én gang årlig (ifølge forretningsordenen den første mandag i september) i Genève, hvor forbundet havde sit sæde, mens rådet, der skulle holde fire regelmæssige møder om året, jævnlig samles andetsteds. Sekretariatet lå i Genève og den senere oprettede faste domstol i Haag.

### Delegeretforsamlingen
Delegeretforsamlingen (fransk: l’Assemblée, engelsk: the Assembly) bestod af delegerede for alle medlemsstaterne, idet hver medlemsstat kunne sende højst 3 repræsentanter samt stedfortrædere, sagkyndige rådgivere og sekretærer, og hvert medlem havde en stemme. Således bestod Danmarks delegation i 1924 af fire parlamentarikere med en diplomat (gesandt Herluf Zahle) som formand. I Delegeretforsamlingen havde hvert forbundsmedlem én stemme, og forsamlingen var ifølge pagten berettiget til at behandle ethvert spørgsmål, der faldt inden for forbundets virksomhed, eller som angik verdensfreden. Forsamlingen skulle mødes en gang om året i september i Geneve, men kunne også holde møder på andre steder og tidspunkter, såfremt dette var blevet besluttet på et forudgående møde. Det var rådets formand, som indkaldte forsamlingen og åbnede den. Forsamlingen skulle vælge en egen præsident og 6 vicepræsidenter, idet formænd for nedsatte udvalg også havde status af vicepræsident.
Efter en almindelig åbningsdebat konstituerede forsamlingen sig med normalt 6 udvalg, idet hver stat var repræsenteret i alle udvalg. Møderne i forsamling og udvalg var åbne, medmindre andet blev besluttet. Officielle sprog var fransk og engelsk.

### Rådet
Rådet (fransk: le Conseil, engelsk: the Council) skulle oprindeligt bestå af 9 medlemmer, nemlig 5 faste — repræsenterende Amerikas forenede Stater (der imidlertid ikke var medlem af forbundet), England, Frankrig, Italien og Japan — og 4 andre, valgt af forsamlingen. Sidstnævnte gruppe blev 1922 forøget til 6, således for året 1924 repræsentanter for Belgien, Brasilien, Tjekkoslovakiet, Spanien, Sverige og Uruguay. De forbundsmedlemmer, der ikke var repræsenteret i rådet, skulle have mulighed for at sende en repræsentant, der skulle deltage som medlem i de rådsmøder, hvor der behandledes spørgsmål, som særlig vedrørte dette forbundsmedlems interesser. De i rådet repræsenterede medlemmer havde hver kun én stemme og é repræsentant. For at rådet kunne tage beslutning, krævedes som hovedregel lige som i delegeretforsamlingen enstemmighed. Derimod var grundsætningen om staternes ligeberettigelse ikke gennemført i rådet, hvor stormagterne altid havde ret til at være repræsenteret, mens alle de andre magter måtte skiftes til at besætte de 6 øvrige pladser.

### Sekretariatet
Forbundets tredje hovedorgan var det faste sekretariat (le Secrétariat permanent), der blev ledet af en generalsekretær (i begyndelsen englænderen sir Eric Drummond), som tillige deltog i alle rådets og delegeretforsamlingens møder. Sekretariatet udviklede sig til en omfattende institution, hvor en mængde sagkyndige fra forskellige lande dagligt arbejdede med de spørgsmål, som Folkeforbundet beskæftigede sig med.

### Domstolen
Den faste domstol for mellemfolkelig retspleje (Cour Permanente de Justice Internationale) blev i henhold til pagtens artikel 14 oprettet ved en traktat, der blev vedtaget i Genève den 13. december 1920. Domstolen skulle træde sammen i Haag mindst en gang årlig for at behandle foreliggende sager. Blandt andet på dette punkt adskilte den nye domstol sig fra den voldgiftsdomstol, som var blevet oprettet på Haagkonferencen i 1899, hvis dommere var blevet udpeget af en liste for hver enkelt sag, og som stadig eksisterede ved siden af den ny domstol. Domstolen var sammensat af 11 medlemmer, der var valgte for 9 år (deriblandt danskeren Nyholm), samt 4 stedfortrædere. Domstolen kunne afgøre internationale stridigheder med bindende virkning for parterne, hvilke kun kunne være stater eller medlemmer af Folkeforbundet, og dens myndighedsområde omfattede i øvrigt alle sager, som parterne indankede for den.
Domstolen kunne endvidere afgive betænkninger i spørgsmål, som rådet eller forbundsforsamlingen forelagde den, og afgav en række sådanne responsa. Foruden at afgøre tvistigheder, der således frivilligt henvistes til den, var domstolens domsmyndighed obligatorisk i alle retstvister mellem stater, fx vedrørende traktaters fortolkning og alle spørgsmål angående folkeret, når vedkommende stat en gang for alle eller for et bestemt tidsrum havde forpligtet sig dertil. En sådan erklæring var på betingelse af gensidighed afgivet for 5 år af Danmark og flere andre stater. Domstolens statutter var ratificeret af en lang række stater, deriblandt Danmark, Norge, Sverige, Holland, Schweiz, Storbritannien, Frankrig, Italien og Japan.

### En international arbejdsorganisation
I tilslutning til udtalelserne i pagtens artikel 23 var der ved Versaillestraktatens 13. del stiftet en international arbejdsorganisation, bestående blandt andet af de stater, der var medlemmer af Folkeforbundet. Denne organisation omfattede dels en forsamling, hvori hver medlemsstat var repræsenteret ved to regeringsdelegerede samt en arbejder- og en arbejdsgiverrepræsentant, dels et internationalt arbejdsbureau i Genève, der under tilsyn af et forvaltningsråd lededes af en direktør (franskmanden Albert Thomas).

### Konventioner
På konferencer, organisationen havde sammenkaldt (i Washington 1919, i Genua 1920 og i Genève 1921, 1922 og 1923) blev der vedtaget en række konventioner om sociale forhold, fx om arbejdsløshed og om kvinders og børns natarbejde.

### Faste udvalg
Forbundet lod foruden adskillige midlertidige udvalg og kommissioner nedsætte en række faste udvalg af fremragende fagmænd fra forskellige lande. Af sådanne udvalg kan nævnes:
- det rådgivende opiumsudvalg, der var rådet behjælpeligt i spørgsmål om modarbejdelsen af handelen med opium, morfin, kokain og andre skadelige bedøvelsesmidler;
- det rådgivende tekniske udvalg for samfærdsel og transit;
- det faste udvalg for bekæmpelsen af handel med kvinder og børn;
- sundhedsudvalget, der under ledelse af danskeren Thorvald Madsen udrettede et stort arbejde blandt andet for at hindre epidemiske sygdommes udbredelse fra Østeuropa;
- det land-, sø- og luftmilitære udvalg, som blandt andet beskæftigede sig med spørgsmålet om rustningernes begrænsning;
- mandatudvalget, der havde at gøre med sådanne (navnlig tidligere tyske og tyrkiske) kolonier og områder, hvis befolkning mentes at mangle betingelserne for selvstyre, og som derfor i henhold til pagtens artikel 22 administreredes af dertil af forbundet udpegede og kontrollerede mandatmagter (især Storbritannien og Frankrig).

## Opgaver
Forbundet beskæftigede sig med en række politiske problemer af højst uens karakter.
Folkeforbundets vigtigste formål var at bevare freden i verden, men det fik tillige til opgave at garantere de nationale minoriteters rettigheder. Med tiden påtog organisationen sig også sekundære opgaver inden for økonomisk og socialt arbejde, som epidemibekæmpelse, flygtningehjælp og hjælp med saneringen af visse landes finanser.

### Mandatområderne
I fredsaftalerne efter 1. verdenskrig blev en lang række områder, som før krigen havde hørt under de tabende lande, stillet under Folkeforbundets kontrol. De blev kaldt mandatområder, og var en form for protektorat. Tanken var at forberede befolkningen til selvstændighed, men efter som områderne blev ansete for modne for selvstændighed i varierende grad, blev de inddelt i tre forskellige typer af mandatområder: A-mandat, B-mandat og C-mandat.
Til A-mandater regnedes de tidligere tyrkiske besiddelser Irak, Palæstina og Syrien, med Storbritannien som mandatmagt for Irak og Palæstina og Frankrig som mandatmagt for Syrien. Irak ansås i 1932 som værende klart til at blive selvstændigt.
Til B-mandater regnedes de tidligere tyske afrikanske kolonier Togo, Kamerun og Tysk Østafrika. Togo og Cameroun blev overvejende forvaltede af Frankrig, mens Storbritannien forvaltede en mindre del. Tysk Østafrika blev overvejende forvaltet af Storbritannien, mens en mindre del blev forvaltet af Belgien. I A- og B-mandatområder skulle alle tilsluttede staters medborgere garanteres fuld økonomisk ligestilling.
Till C-mandater regnedes det tidligere Tysk Sydvestafrika med Sydafrika som forvalter samt Samoa, Ny Guinea og Stillehavsøerne nord for ækvator under New Zealand, Australien og Japan som mandatstater. Desuden øen Nauru som forvaltedes af Storbritannien, Australien og New Zealand.
Forude de nævnte stod også Saarland 1920-35 og Fristaden Danzig under Folkeforbundets overopsyn.

### Internationale konflikter
Forbundet var indblandet i løsningen af en lang række internationale konflikter.

#### Åland-krisen
Åland med 6.500 øer midt mellem Sverige og Finland har en overvejende svensktalende befolkning. I Freden i Fredrikshamn i 1809 blev Åland sammen med resten af Finland afstået fra Sverige til Rusland. Da Finland erklærede sig selvstændig fra Rusland i 1917, ønskede Åland at blive indlemmet i Sverige, men i 1920 foreslog Finland, at Åland i stedet skulle få en autonom status indenfor Finland. Dette ville ålændingene ikke godtage. I 1920 havde konflikten eskaleret således, at der var fare for krig, og spørgsmålet blev taget op i Folkeforbundet, hvor der blev nedsat en neutral komité. I juni 1921 konkluderede Folkeforbundet, at Åland fortsat skulle tilhøre Finland og være en neutral og demilitariseret zone. Finland måtte også garantere befolkningens ret til opretholdelsen af det svenske sprogs stilling og til deres svenske kultur og traditioner. Med Sveriges modstræbende tilslutning blev dette den første internationale aftale, hvor Folkeforbundet var direkte involveret.

#### Øvre Schlesien
Den anden polske republik gjorde krav på Øvre Schlesien, som havde været en del af Preussen før krigen. Versaillestraktaten anbefalede, at grænsedragningen mellem Tyskland og Polen skulle afgøres efter en folkeafstemning. Der var opstand i området både før og efter folkeafstemningen, som blev afholdt den 20. marts 1921. 59,6 % (500.000) stemte for at tilhøre Tyskland (Weimarrepublikken), men Polen bestred enkelte af omstændighederne omkring folkeafstemningen. Stormagterne kunne heller ikke blive enige om at godkende folkeafstemningen.
Den 12. august 1921 blev Folkeforbundet bedt om at afgøre striden, og der blev nedsat en undersøgelsesgruppe med repræsentanter fra Belgien, Brasilien, Kina og Spanien. Undersøgelsesgruppen anbefalede, at Øvre Schlesien blev delt mellem Polen og Tyskland i henhold til resultatet fra folkeafstemningen, og at de to sider skulle blive indbyrdes enige om toldbestemmelser og andre spørgsmål. Efter en konference i Genève i november 1921 blev det afgjort, at størstedelen af området skulle tilhøre Tyskland, mens den polske del ville indeholde de fleste mineralressourcer og det meste af industrien. Aftalen blev ratificeret af begge lande, selv om tyskerne i området var utilfredse. Aftalen sikrede fred i området indtil 2. verdenskrig.

#### Albanien
Fredskonferencen i Paris overlod til Folkeforbundet at fastsætte Albaniens grænser. Dette førte til en ustabil situation i denne region, græske styrker stod i det sydlige Albanien og jugoslaviske i det nordlige Albanien. Først i november 1921 fastsatte Folkeforbundet grænserne således, som de havde været i 1913, med blot tre mindre ændringer i Jugoslaviens favør. Jugoslavien protesterede, men trak sig tilbage til de fastlagte grænser.
Der opstod en ny international konflikt den 24. august 1923, da den italienske general Enrico Tellini og fire andre blev dræbt ved en grænseovergang mellem Grækenland og Albanien. Italiens leder, Benito Mussolini, blev rasende og forlangte, at en kommission undersøgte hændelsen i løbet af fem dage, og at Grækenland skulle betale 50 millioner lire i skadebod. Grækenland svarede, at dette kun blev aktuelt, hvis det blev bevist, at dette var en kriminel handling fra græsk side. Mussolini svarede med at sende krigsskibe til den græske ø Korfu og besætte øen den 31. august 1923. Dette var et brud på Folkeforbundets pagt, og Grækenland bad Folkeforbundet om at behandle sagen. Ententemagterne ønskede, på anmodning fra Mussolini, at Ambassadørrådet skulle være ansvarlig for at behandle sagen, fordi det var Ambassadørrådet som havde udpeget Tellini til den opgave, han var på, da han blev skudt. Ambassadørrådet sluttede sig i store træk til Folkeforbundets indstilling, blandt andet blev Grækenland pålagt at betale 50 millioner lire i erstatning – dette til trods for at de skyldige for drabene aldrig blev fundet. Italien trak derefter sine styrker tilbage fra Korfu.

#### Memelland
Memelland med havnebyen Memel (nu Klaipėda) som var befolket med en stor tysk befolkningsandel, var i henhold til artikel 99 i Versaillestraktaten under Ententemagternes kontrol. Frankrig og Polen ønskede at lade byen være international, mens Litauen ønskede Memelland underlagt sig. I januar 1923 invaderede Litauen området. Striden blev efterfølgende overdraget til Folkeforbundet, som nedsatte en undersøgelsesgruppe, som foreslog, at Memelland blev givet en autonom status indenfor Litauen. Dette blev godkendt af Folkeforbundets råd den 14. marts 1924 og af de allierede og Litauen. Kontrollen over dette område var vigtig for Litauen, da det sikrede adgang til og havn ved Østersøen.

#### Hatay
Hatay, som havde været en del af Det Osmanniske Rige, kom under fransk kontrol efter 1. verdenskrig. Under overopsyn af Folkeforbundet blev Alexandretta (nu İskenderun) i det franske mandatområde Syrien i 1937 en autonom region, republikken Hatay, med bånd til både Tyrkiet og Frankrig. I 1939 blev Hatay en del af Tyrkiet.

#### Mosul
Provinsen Mosul havde været en del af Det Osmanniske Rige før 1. verdenskrig. Det britiske imperium, som havde fået herredømmet over Irak i 1920, hævdede, at Mosul tilhørte Irak, mens Tyrkiet også gjorde krav på provinsen. Folkeforbundet sendte en undersøgelsesgruppe til området i 1924. Den fandt ud af, at befolkningen i området hverken ønskede at tilhøre Irak eller Tyrkiet, men dersom de måtte vælge, foretrak de Irak. Folkeforbundets råd bestemte i 1925, at Mosul blev en del af Irak under forudsætning af, at det britiske mandat varede i yderligere 25 år for at sikre rettighederne for den kurdiske befolkning. Selv om Tyrkiet havde accepteret Folkeforbundets mægling før indgåelsen af Lausannetraktaten, protesterede Tyrkiet mod denne afgørelse, og spørgsmålet kom for Den Faste Domstol for Mellemfolkelig Retspleje, som støttede afgørelsen i rådet. Storbritannien, Tyrkiet og Irak indgik også en separat fredsaftale den 5. juni 1926.

#### Saargebiet
Saargebiet, som før krigen delvis havde været en del af Preussen, og delvis var området Pfalz (En del af det som i dag er Rheinland-Pfalz), blev i Versaillestraktaten sat under Folkeforbundets overopsyn. I den pålagte folkeafstemning, som blev afholdt i 1935, stemte 90,3 % for at området skulle tilhøre Tyskland og ikke Frankrig.

#### Mukdenhændelsen
Mukden-hændelsen fandt sted den 18. september 1931 nær byen Mukden (i dag Shenyang) i Manchuriet. Den blev anledningen til Japans invasion af Manchuriet. Japanerne oprettede den selvstændige stat Manchukuo trods internationale protester fra USA og Folkeforbundet. Den nye stat blev i begyndelsen kun anerkendt af Italien og Nazi-Tyskland. I 1933 fordømte Folkeforbundet Japans invasion – mod Japans stemme. I stedet for at trække tropperne tilbage, valgte Japan at træde ud af Folkeforbundet.

#### Chacokrigen
Folkeforbundet formåede ikke at forhindre Chacokrigen i 1932 mellem Bolivia og Paraguay om Gran Chaco-region. Regionen var tyndt befolket, men det formodedes at der var rige olieforekomster, samt Bolivia var interesseret i at få kontrol over dele af floden Paraguay, så de via floden kunne få en adgang til Atlanterhavet. Paraguay havde i forvejen denne mulighed, da de kontrollerede de nedre dele af floden.

#### Den anden italiensk-abessinske krig
Italien angreb Etiopien i den anden italiensk-abessinske krig fra 3. oktober 1935 til 7. maj 1936. Krigen afslørede hvor lille magt, Folkeforbundet havde, både til at stoppe Italien (som var medlem) og til at beskytte Etiopien.

#### Den spanske borgerkrig
Et statskup den 17. juli 1936 indledte den spanske borgerkrig. I september 1936 bad den spanske udenrigsminister om Folkeforbundets støtte. I februar 1937 forbød Folkeforbundet de internationale brigader, som var udenlandske frivillige, men dette var i praksis kun et symbolsk vedtagelse.

#### Anden kinesisk-japanske krig
Efter mange mindre konflikter, indledte Japan den 7. juli 1937 en mere omfattende invasion af Kina, den anden kinesisk-japanske krig. Den 12. september 1937 bad Kina om Folkeforbundets støtte, og den 6. oktober 1937 blev invasionen fordømt af Folkeforbundet – uden at det fik praktiske konsekvenser.

## Svækkelse
Folkeforbundets manglende evne til at hævde sin myndighed medførte, at det i løbet af 1930'erne blev stadig mere svækket i takt med en række internationale kriser, ide man ikke kunne hindre Japan, Italien, Tyskland og Sovjetunionen fra at udvide deres territorier med vold. De tre fremtidige aksemagter og det kommunistiske diktatur undergravede den internationale kollektive sikkerhed.
I 1935 invaderede Italien Etiopien, der endda var et andet medlem af Folkeforbundet, uden efterfølgende mærkbare sanktioner fra andre medlemmer. Karakteristisk nok for Folkeforbrundets krise modarbejdede Polen, der selv havde imperialistiske målsætninger, i juni 1936 beslutningen om internationale sanktioner mod Italien. De økonomiske sanktioner mod Italien var blevet indført så tidligt som i efteråret 1935, og allerede da valgte lande som Østrig og Ungarn at stå uden for. Polen rettede sig efter sanktionerne, men valgte i forsommeren 1936 virke for deres afskaffelse efter som tiltagene ikke længere forekom at tjene noget formål. I juli 1936 ophævede Folkeforbundet disse.
I marts 1936 remilitariserede Tyskland Rhinlandet i strid med Versaillesfredens bestemmelser uden mærkbare reaktioner fra omverdenen.
Ikke mindst disse begivenheder viste, at Folkeforbundet enten var uvillig eller ikke formåede at stoppe militær ekspansion og banede vejen for de begivenheder, der udløste 2. verdenskrig. Den tyske regering frygtede ikke længere omverdenens reaktioner, da den begyndte at stille krav om landafståelser til Tjekkoslovakiet i 1938, og ignorerede Münchenaftalens bestemmelser, da man efterfølgende - sammen med blandt andet Polen - okkuperede Tjekkoslovakiet. Derefter begyndte Tyskland imidlertid også at kræve landafståelser af Polen. Tyskland havde allerede i 1933 forladt Folkeforbundet, og Japan udtrådte samme år. Da 2. verdenskrig udbrød i september 1939, var Folkeforbundet på det nærmeste ophørt at fungere som organisation, og udelukkelsen senere samme år af Sovjetunionen skulle blive dets sidste handling af nogen betydning.
Den 14. december 1939 blev Sovjetunionen stemt ud af Folkeforbundet som følge af sit angreb på Finland. Udelukkelsen skete endda kun ved at bryde Folkeforbundets egne regler. Kun 7 af 15 medlemmer i sikkerhedsrådet stemte for udelukkelsen (Storbritannien, Frankrig, Belgien, Bolivia, Egypten, Den Sydafrikanske Union og Den Dominikanske Republik), hvilket ikke var en majoritet. Endvidere var 3 af de 7 medlemmer (Sydafrika, Bolivia og Egypten) først blevet valgt ind i sikkerhedsrådet dagen inden afstemningen. Folkeforbundet ophørte de facto med at fungere efter dette, men blev først formelt opløst i 1946, hvor FN erstattede dets funktion.